# هاتاري
هاتاري هي فرقة تكنو بانك آيسلندية، مثلت آيسلندا في مسابقة الأغنية الأوروبية 2019 وحصلت على المركز العاشر.

## روابط خارجية
- هاتاري على موقع IMDb (الإنجليزية)
- هاتاري على موقع ميوزك برينز (الإنجليزية)
- هاتاري على موقع أول ميوزيك (الإنجليزية)
- هاتاري على موقع ديسكوغز (الإنجليزية)